# Poniente Almeriense

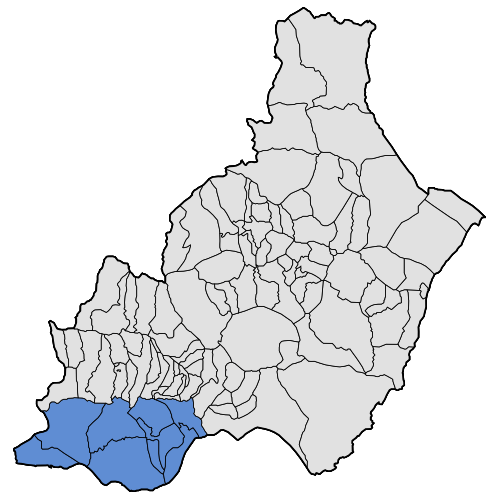
Poniente Almeriense, provincia di Almería

Il Poniente Almeriense è una comarca della provincia di Almería, nel sudest della Spagna. Fa parte delle 62 comarche dell'Andalusia. Secondo il censimento del 2011 ha una popolazione di 218.426 abitanti.

## Comuni
- Adra
- Berja
- Dalías
- El Ejido
- Enix
- Felix
- La Mojonera
- Roquetas de Mar
- Vícar